# Rachel Joyce
Rachel Joyce, britanska pisateljica; *1962, London, Združeno kraljestvo.
Rachel Joyce je avtorica več radijskih iger za BBC Radio 4. Leta 2007 je za radijsko igro To Be a Pilgrim prejela Tinniswoodovo nagrado. Njen romanski prvenec Nenavadno romanje Harolda Frya je bil nominiran za nagrado manbooker, revija Washington Post pa ga je uvrstila na seznam najboljših knjig leta 2012.
V svoji karieri je bila tudi igralka.

## Zasebno življenje
Poročena je z igralcem Paulom Venablesom. Z možem in štirimi otroki živi v angleškem  Gloucestershiru.
Njena sestra je igralka Emily Joyce.

## Knjige
- Nenavadno romanje Harolda Frya (v izvirniku The Unlikely Pilgrimage of Harold Fry, 2012, Doubleday: ISBN 9780857520647), prevedeno v slovenščino 2016 (Mladinska knjiga)[4]
- Perfect (2013, Doubleday: ISBN 9780857520661)
- The Love Song of Miss Queenie Hennessy (2014, Doubleday: ISBN 9780857522450)[6]
- A Snow Garden and Other Stories (2015, Doubleday: ISBN 978-0857523532)
- The Music Shop (2017, Doubleday: ISBN 978-0857521927)[7]
- Miss Benson's Beetle (11. 6. 2020, Penguin: ISBN 9780857521989)[8]

## Nagrade
- Francoska knjižna nagrada ("Prix Littéraire des Jeunes Européens, Francija, 2014) za Nenavadno romanje Harolda Frya